# Shit & Chanel (album)
Shit & Chanel er debutalbummet fra den danske rockgruppe Shit & Chanel. Det udkom i maj 1976 på Abra Cadabra Production.

## Baggrund
Gruppen var blevet dannet et par år før, da Holger Laumann, som var gift med Anne Linnet, introducerede hende til Astrid Elbek (på albummet krediteret som Astrid Elbeck) og Ulla Tvede Eriksen, som han kendte fra Århus Friskole, og Lis Sørensen, som han tidligere havde undervist. De fire viste sig at have det godt sammen og begyndte at spille sammen, og Lone Poulsen kom snart med i bandet, der fik scenedebut på Trinbrædtet (det senere Vestergade 58) i hjembyen Aarhus. Ved at være et rent pigeband, der faktisk kunne skrive og spille egne numre, blev de snart populære i det aktive 1970'er-musikliv i byen. Det naturlige næste skridt var derfor at indspille et album, som blev dette.

## Sange
| Nr. | Titel                     | Længde | Skrevet af                |
| --- | ------------------------- | ------ | ------------------------- |
| A1  | "Dejlig dreng"            | 3:00   | Lis Sørensen              |
| A2  | "Angst"                   | 3:47   | Anne Linnet, Lone Poulsen |
| A3  | "Smuk og dejlig"          | 3:55   | Anne Linnet               |
| A4  | "Helt alene"              | 5:20   | Astrid Elbeck             |
| A5  | "Jorden, vinden, fuglene" | 3:08   | Ulla Tvede Eriksen        |
| A6  | "Lige før jeg falder om"  | 4:10   | Anne Linnet               |
| B1  | "Efter festen"            | 3:50   | Astrid Elbeck             |
| B2  | "Kaki Hårfedt"            | 3:47   | Anne Linnet               |
| B3  | "Balløven"                | 4:32   | Anne Linnet               |
| B4  | "Fandango"                | 5:17   | Anne Linnet               |
| B5  | "Stemmen"                 | 4:57   | Lis Sørensen              |

## Medvirkende

### Musikere
- Astrid Elbeck: El-piano, piano, percussion, synthesizer, violinmaskine
- Ulla Tvede Eriksen: Trommer, congas, percussion, sang (A5)
- Anne Linnet: Akustisk guitar, alt-saxofon, baryton-saxofon, trommer (A5), sang
- Lis Sørensen: Sang, el-guitar, damesingle(sic!)
- Lone Poulsen: Bas, akustisk guitar, el-guitar, fløjte, violinmaskine

### Øvrige
- Peter Abrahamsen: Producer (sammen med gruppens medlemmer)
- Freddy Hansson: Lydtekniker